# Матьє Доссеві
Матьє Доссеві (фр. Mathieu Dossevi, нар. 12 лютого 1988, Шамбре-ле-Тур, Франція) — тоголезький футболіст, півзахисник збірної Того та французького клубу «Ам'єн».

## Клубна кар'єра
Народився в родині спортсменів. Він син П'єра-Антуана Доссеві і племінник Отніеля Доссеві, які обидва були професіональними футболістами і грали, зокрема, за «Парі Сен-Жермен». Його рідний брат Томас Доссеві також був футболістом і у складі збірної Того брав участь у чемпіонаті світу 2006 року, а двоюрідний брат Даміель Доссеві є чемпіоном Європи 2005 року зі стрибків з жердиною.
Матьє Доссеві є вихованцем юнацьких команд футбольних клубів «Тур» та «Ле-Ман».
У дорослому футболі дебютував 2008 року виступами за «Ле-Ман», в якому провів два сезони, взявши участь у 44 матчах чемпіонату. Більшість часу, проведеного у складі «Ле-Мана», був основним гравцем команди.
Влітку 2010 року, після того як «Ле-Ман» покинув Лігу 1, Доссеві перейшов до «Валансьєнна». Відіграв за команду з Валансьєнна наступні чотири сезони своєї ігрової кар'єри. Граючи у складі «Валансьєнна» також здебільшого виходив на поле в основному складі команди.
До складу грецького «Олімпіакоса» приєднався влітку 2014 року, після того як і «Валансьєнн» покинув елітний французький дивізіон. За рік відіграв за клуб з Пірея 26 матчів у національному чемпіонаті, після чого у вересні 2015 був відданий в річну оренду до бельгійського «Стандарда».
Уже в січні 2016 бельгійський клуб викупив права на гравця. У сезоні 2017/18 льєзький клуб віддав Доссеві в оренду до «Меца». 1 липня 2018 «Мец», який вилетів до Ліги 2, викупив контракт Доссеві, лише для того, щоб уже в серпні перепродати його до «Тулузи».

## Виступи за збірні
Протягом 2008–2011 років залучався до складу молодіжної збірної Франції. На молодіжному рівні зіграв у 11 офіційних матчах, забив 4 голи.
Не маючи змоги пробитись до національної збірної Франції, 15 листопада 2014 року дебютував в офіційних матчах у складі національної збірної Того у відборі на Кубок африканських націй 2015 року проти збірної Гвінеї (1:4), відігравши перший тайм, після чого був замінений на Дове Воме. Станом на 17 листопада 2020 провів у формі головної команди країни 36 матчів, забив 5 голів.